# منجي العوني
منجي العوني هو ممثل مسرحي وتلفزي تونسي. شكل مع نور الدين بن عياد ثنائيا فنيا لعدة سنوات. ومثل بداية من 1974 في مسرحية «الكريطة».

## النشأة والمسيرة
مثل في «فرقة المغرب العربي» ومثل برفقة نور الدين بن عياد في عدة مسرحيات وبرامج تلفزية واسكاتشات. مثل في مسرحية «الكريطة» إلى جانب الأمين النهدي. مثل أيضا في مسرحية المولدي البناي. قدم الاسكاتشات في برنامج «لو سمحتم» لنجيب الخطاب وفي برنامج «الدنيا تغني». قام بدور «الملك ساطور الماضي» في مسلسل «كان يامكانش» في رمضان 2021. أنتج في 1986 مع نور الدين بن عياد شريط اسكاتشات «مسمار مصدد» وتمت توقيفهما ومعاقبتهما بسببه.

## أعماله

### المسرحيات
- الكريطة لالأمين النهدي وجمال الدين بالرحال، 1974
- المولدي البناي (نص: المنصف ذويب)، 2018

### الأعمال التلفزية

#### المسلسلات
- صحن تونسي، 1989
- زعمة لعبد القادر الجربي ونور الدين بن عياد
- خاطيني لعبد القادر الجربي، 1986
- بلا عنوان لصلاح الدين الصخيري، 1987
- حكم الأيام لعبد القادر الجربي وفرج سلامة، 1990
- أحلام زمردة لحمد الميلي والمنجي العوني، 1999
- دروب المواجهة لعبد القادر الجربي، 2003
- ما بيناتنا، 2007
- كان يامكانش لعبد الحميد بوشناق على الوطنية 1 بدور الملك ساطور، رمضان 2021

#### سكاتشات
- مسمار مصدد مع نور الدين بن عياد، 1986

#### البرامج التلفزية
- لو سمحتم مع نجيب الخطاب، 1985
- الدنيا تغني مع نجيب الخطاب، 1995